# Brug 1472
Brug 1472 is een bouwkundig kunstwerk in Amsterdam-Zuidoost.
Deze brug maakt deel uit van een 2,5 kilometer lang voet- en fietspad in Amsterdam-Zuidoost, het Steengroevenpad. Het pad loopt van oost naar west en ligt in het verlengde van de Ruwelswal vanaf het Suideraspad tot aan de spoorlijn Amsterdam Centraal – Utrecht Centraal. Het pad vormt voor circa 50 % de grens tussen bebouwd gebied van Amsterdam (wijk Gein en groengebied De Hoge Dijk. De brug ligt tevens op het eind van het Kelbergenpad, een kilometerslang voet- en fietspad dat van noord naar zuid loopt en hier stuit op de Hollandse Kade.
De stadsuitbreidingen geraakten hier in het midden van de jaren tachtig. Er moest een uitgebreid voet- en fietspadensysteem aangelegd worden vanwege de wens van gescheiden verkeersstromen. Aan architect Dirk Sterenberg de taak om vanuit zijn woonplaats Hoorn (Noord-Holland) voor de Dienst der Publieke Werken talloze bruggetjes te ontwerpen voor dit systeem. Voor deze voet- en fietsbrug (zonder gescheiden dekken) gebruikte hij een variant waarbij vier heipalen twee-aan-twee verbonden door een plateau in het water staan. Daarbovenop zijn betonnen jukken zijn geplaatst. Deze jukken dragen de houten liggers die op hun beurt het rijdek dragen. Het geheel werd afgesloten met dikke bruin geschilderde balken als leuning en balusters. Brugdek en leuningen waren niet bestand tegen het Nederlandse weer. De bovenbouw werd begin 21e eeuw vervangen door slankere leuningen naar model van Haasnoot Bruggen, die relatief veel bruggen bouwde en vernieuwde in Amsterdam.   
Ten zuiden van de brug ligt op circa vijf meter afstand een sluisje, waardoor de doorvaartwijdte puur theoretisch is.
1431 · 1432 · 1438 · 1439 · 1444 · 1445 · 1446 · 1447 · 1448 · 1449 ·  1450 · 1451 · 1452 · 1453 · 1454 · 1455 · 1456 · 1457 · 1458 · 1459 · 1461 · 1462 · 1463 · 1464 · 1465 · 1466 · 1471 · 1472 · 1473 · 1477 · 1478 · 1479 · 1482 · 1483 · 1484 · 1485 · 1486 · 1487 · 1488 · 1489 · 1490
Overige brugnummers niet vergeven of gesloopt (gegevens 2022).